# Region Bayerischer Untermain
Region Bayerischer Untermain (niem. Planungsregion Bayerischer Untermain) – region planowania w Niemczech, w kraju związkowym Bawaria, w rejencji Dolna Frankonia. Siedzibą regionu jest miasto na prawach powiatu Aschaffenburg.
Region leży w zachodniej części Bawarii. Na wschodzie graniczy z regionem planowania Würzburg, na południu z krajem związkowym Badenia-Wirtembergia (powiaty Neckar-Odenwald oraz Main-Tauber), na zachodzie z krajem związkowym Hesja (powiaty Odenwald, Darmstadt-Dieburg oraz Offenbach), a na północy z heskim powiatem Main-Kinzig.

## Podział administracyjny
W skład regionu Bayerischer Untermain wchodzi:
- jedno miasto na prawach powiatu: (kreisfreie Stadt)
- dwa powiaty ziemskie (Landkreis)

Miasta na prawach powiatu:
| Lp. | Nazwa miasta  | Ludność (31.12.2010) | Powierzchnia km² |
| --- | ------------- | -------------------- | ---------------- |
| 1   | Aschaffenburg | 68.678               | 62,45            |

Powiaty ziemskie:
| Lp. | Nazwa powiatu | Ludność (31.12.2010) | Powierzchnia km² | Liczba gmin |
| --- | ------------- | -------------------- | ---------------- | ----------- |
| 1   | Aschaffenburg | 172.667              | 899,34           | 32          |
| 2   | Miltenberg    | 128.341              | 715,68           | 32          |